# Land's End
Land's End (kornijsko Penn Wlas ali Pedn Wlas)  je rt in počitniški kompleks v zahodnem Cornwallu v Angliji. Je najbolj zahodna točka celinskega Cornwalla in Anglije. 

## Geografija
Land’s End ali Peal Point je skromen rt v primerjavi z bližnjimi rti, kot sta Pedn-men-dhu pri naselju Sennen Cove in Pordenack na jugu. Sedanji hotel in turistični kompleks je v Carn Kezu, 200 m južno od Land's Enda. Land's End ima poseben pomen, saj se pogosto uporablja za določanje razdalje. Od Land’s Enda do Johna o' Groatsa na Škotskem je razdalja 838 milj (1349 km) po cesti. Ta razdalja se pogosto uporablja za opredelitev dobrodelnih dogodkov, kot so pohod od konca do konca (end-to-end) in dirke v ZK. Od Land’s Enda do najsevernejše točke Anglije je razdalja 556 milj (895 km) po cesti. 
Na Land's Endu sta dve vrsti granita. Ob hotelu je debelozrnati granit z velikimi vtrošniki ortoklaza, včasih več kot 13 cm dolgih. Na severu je pri prvi in zadnji hiši finejši zrnati granit z manj in manjšimi vtrošniki, poleg tega pa še različni drugi, ki jih je mogoče videti od daleč in so zaradi preperevanja finejši. Granit je star 268 do 275 milijonov let, je iz permskega obdobja. Stično območje med granitnim plutonom na Land's Endu in starejšimi kamninami je v bližini. Na taki skali je svetilnik Longships na morju.  Land's End je priljubljen kraj za skalne plezalce. 
Longships, skupina skalnatih otočkov, je nekaj več kot 1,6 km v morju in skupaj z grebenom Seven Stones in otočjem Scilly, ki ležijo približno 45 km jugozahodno, del mitološke izgubljene dežele Lyonesse iz literature o kralju Arturju.
Območje okoli Land's Enda je organizacija Plantlife določila kot del pomembnega območja za rastline. 

## Zgodovina
Leta 1769 je starinarka William Borlase napisala:
"V tem času razumemo, kaj je Edvard I. mislil, ko je rekel (Sheringham, str. 129), da so Britanija, Wales in Cornwall delež  Belinusa, starejšega sina Dunwalla in da bil je ta del otoka, nato imenovan Anglija, razdeljen v tri enote, in sicer Britanijo, ki se začne pri Tweedu, Westwardu do reke Ex, Wales, obdan z rekama Severn in Dee, ter Cornwall od reke Ex do Land's-Enda."
Turisti so prihajali na obisk Land's Enda že več kot dvesto let. Leta 1878 so ljudje odšli iz kraja Penzance s konjsko vprego in potovali prek St. Buryana in Treena, da bi videli Logan Rock. Sledil je kratek postanek za pogled na Porthcurno, Vzhodna telegrafska družba (Eastern Telegraph Company) je zagotovila okrepčilo pri prvem in zadnjem gostišču v Sennenu. Nato so se odpravili na Land's End, zaradi slabih in blatnih poti pogosto peš ali na konju. Več kot sto ljudi je bilo lahko naenkrat na Land's Endu.  Na Carn Kezu so skrbeli za konje, medtem ko so gostje obiskali klife. Hiša na Carn Kezu se je  sčasoma razvila v hotel. Najstarejši del hiše je bil poškodovan zaradi bombardiranja Luftwaffe, ko se je letalo vračalo z napada na Cardiff. Številni lokalni ribiči so bili ranjeni ali ubiti. V pripravah na dan D so ga ameriški vojaki, ki so bivali v njem, zapustili v slabem stanju.
Leta 1987 je Peter de Savary kupil Land's End za skoraj 7 milijonov £.  Imel je dve novi zgradbi in velik tematski park. Leta 1991 je prodal Land's End in John o' Groats poslovnežu Grahamu Fergusonu Laceyu.  Sedanji lastniki so kupili Land's End leta 1996 in ustanovili podjetje z imenom Heritage Great Britain PLC. Tematski park ima otroška igrišča in glasbo. Dvakrat na teden avgusta organizirajo spektakularen ognjemet z glasbo britanskega skladatelja Christopherja Bonda in igralko Miriam Margolyes. V kompleksu je Land's End Hotel. 
Maja 2012 je bil Land's End izhodišče za prenos olimpijske bakle za  poletne olimpijske igre 2012. 

### Od konca do konca
Land's End je začetna ali zadnja točka potovanja od konca do konca do Johna O'Groatsa na Škotskem. Ena na poti je bila Carlisle, ki je zapustila Land's End 23. septembra 1879, šla do kraja John O'Groats in prišla nazaj na Land's End 15. decembra; potovala je 72 dni (razen nedelj) in prehodila 6275 km. V dokaz je pisala dnevnik in ga žigosala na poštah; je ohranjen.  Na kolesu je sta pot opravila Blackwell in Harman iz kolesarskega kluba Canonbury. Začela sta na Land's Endu in 1400 km prevozila v trinajstih dneh julija/avgusta 1880. 

## Greeb
Na južni strani Carn Keza se zemljišče spušča v plitvo dolino z majhnim potokom in kmetijo Greeb; nekoč kmetija, zdaj je hiša obrti z majhnim živalskim vrtom. Leta 1879 so žerjav uporabljali za vleko morskih alg s plaže in jih uporabljali kot sredstvo za izboljšanje tal. 

## Galerija
- Klifi pri Land's Endu
- Turistični center Land's End
- Turistični center
- Svetilnik Longships
- Pogled proti jugu
- Pogled proti zahodu
- Pogled proti severu
- Smerokaz